# 真壁傳承館
真壁傳承館是位于日本茨城縣櫻川市真壁町的一座具备公民館、图书馆、博物馆等功能的综合性设施，該設施包括本館、真壁圖書館、历史资料馆以及真壁中央公园。真壁傳承館于2011年9月1日正式开馆。真壁傳承館所在地周围有许多建筑，它们的历史可以追溯到江户时代末期至昭和前期。真壁傳承館本身也建在江户时代的陣屋遗址上。

## 更多閱讀
- 長谷川浩己、渡辺真理 、木下庸子　他. . 新建築. 2011-10, 86 (11): 68–77,183.
- 渡辺真理、木下庸子、飛毛俊浩 他. . 建築技術. 2012-1, (744): 12–39.
- . 建築雑誌. 2012-8-20, 127 (1635): 60–61.
- 渡辺真理、新谷眞人 他. . 鉄構技術. 2013-4, 26 (299): 72–83.
- . 日経アーキテクチュア(Special)「Project Echo city」. 2013-summer, (17): 16–19.
- . Good Design Award.   [2017-5-1]. （原始内容存档于2021-10-26）.
- 松本文夫. . ウロボロス 東京大学総合研究博物館ニュース. 2012-2, 16 (3)  [2017-5-1]. （原始内容存档于2020-09-28）.